# 아모스 (예언자)
아모스(עָמוֹס Āmōs)는 12명의 소 선지자 중 한 명이다. 동시대에 살았던 호세아와 이사야보다 나이가 많은 아모스는 여로보암 2세와 우찌야의 통치 기간인 기원전 760-755년에 활동하였다. 그는 남왕국 유다 출신이었지만 북왕국 이스라엘에서 활동했다. 광야에서 양을 치고 있던 아모스는 사회적 부정과 종교적·도덕적 퇴폐를 신랄하게 규탄하고 하늘의 심판이 반드시 내릴 것을 예언하였다. 그는 부유층과 가난한 사람 사이의 불균형이 커지는 것에 대해 경고한다. 또한 사회 정의, 하나님의 전능, 신성한 판결 등이 예언의 주요 주제였다. 아모스서를 쓴 것으로 알려져 있다.

## 생애

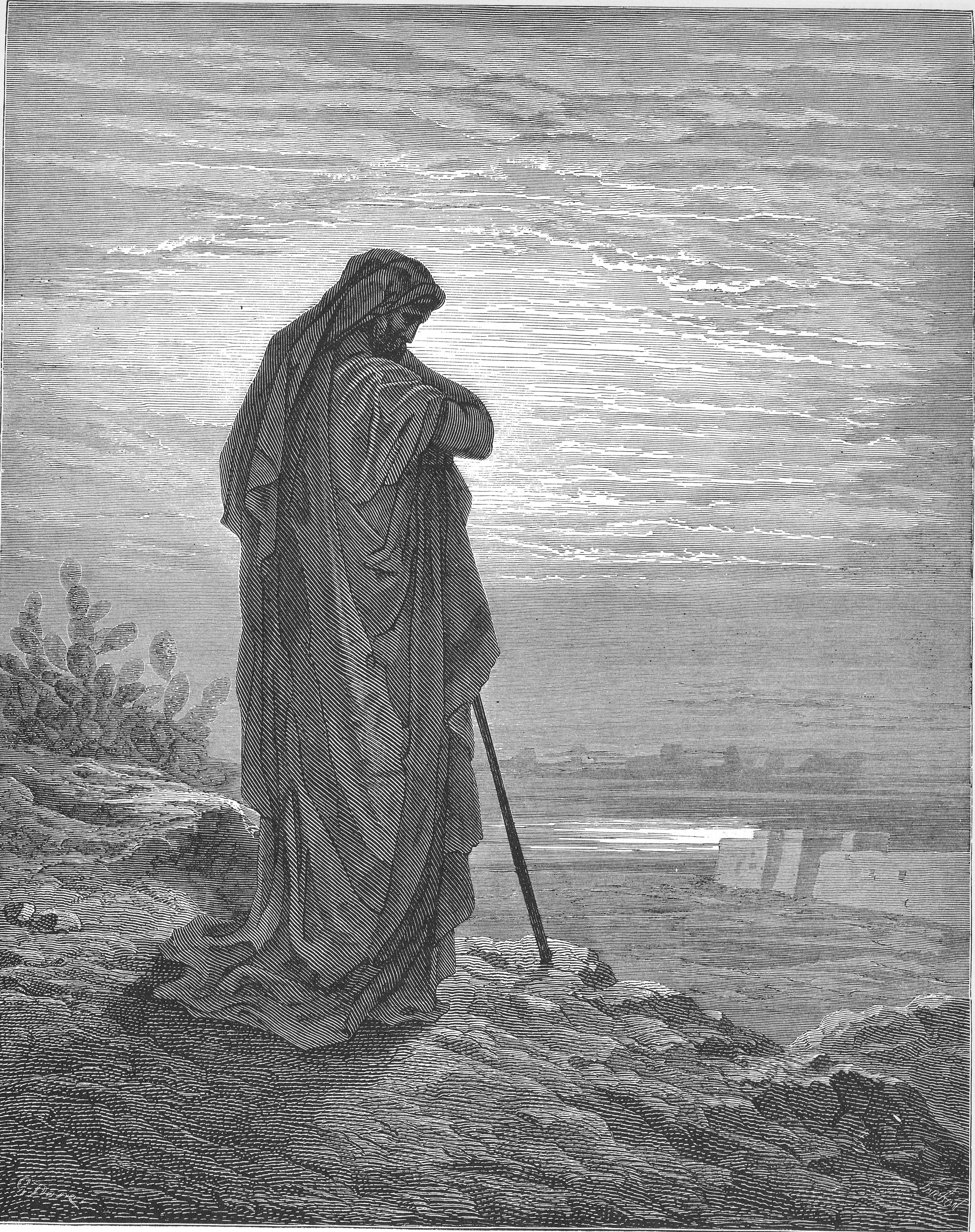
귀스타브 도레가 그린 예언자 아모스

예언자가 되기 전의 아모스는 양치기였고, 돌무화과 농부였다. 그의 이전 직업들과 "나는 예언자도 아니고 예언자의 아들도 아니"라는 말은 아모스가 예언자 학파 출신이 아니었음을 나타낸다. 그러나 아모스는 자신의 이러한 출신이 예언자로서 자신의 진정성을 나타낸다고 말한다. 이같은 선언은 구약시대 예언의 발전에 전환점을 보여준다. 아모스 이후의 예언자들은 호세아, 이사야, 예레미야, 에제키엘을 포함해 대부분이 자신이 받은 특별한 소명에 대한 이야기를 먼저 들려준다. 이로서 국가적 허영과 통치자들의 악행을 무시하는 공식적인 예언자들과 자신들이 어떻게 다른지 보여준다.
아모스서에 따르면 그가 예언한 시기는 우찌야 왕 시대에 지진이 일어나기 2년 전인 기원전 762년경이다. 아모스는 남쪽의 유다 왕국 출신이었지만, 북이스라엘의 사마리아와 베델 등지를 향해 예언했다.
시리아, 이집트 등의 제국(諸國)이 당시 일시적으로 약화된 틈을 타서 유다와 이스라엘 왕국은 영토를 확장하고 국내적으로 경제적 번영을 이룩하였다. 이스라엘 왕국의 통치자인 여로보암 2세는 시리아, 모압, 암몬을 빠르게 정복해 영토를 북쪽의 오론테스강에서 남쪽의 사해까지 확장시켰다. 북왕국은 예술과 상업 발전의 부활로 인해 오랜 기간 평화와 안보를 누렸다. 그러나 동시에 부를 손에 쥔 자들은 거만해져서 가난한 사람들을 학대하고, 지위와 권력을 얻은 자들은 이를 뽐내며 약한 사람들을 경멸하여 국가의 융성에 취해서 신을 망각하는 상태에 이르게 되었다. 정복과 교역으로 이교도들과 융화된 백성들은 이방신들을 숭배하는 관습과도 융화되었다.
아모스는 자신이 받은 직접계시를 기록한 최초의 예언자이다. 그는 언어의 순수성과 어법의 아름다움으로 높은 평가를 받는다. 이러한 모든 면에서 이사야의 정신적 시조의 위치를 차지한다.
아모스는 왕실의 성소가 있는 베델에서 설교해야 한다고 생각하여 베델에서 북왕국의 예견된 몰락을 알린다. 그러나 예언의 내용이 국가의 몰락을 향한다는 것을 깨달은 아마지야 대제사장은 여로보암 2세에게 아모스를 비난하고, 아모스에게 돌아가 왕국을 떠나라고 전한다. 그래서 아모스는 자신이 보냄받은 사람들에게 예언을 온전히 전달하지 못하자 대신 글로서 예언을 전한다. 이로서 아모스는 글로 자신의 직접계시를 기록한 최초의 예언자가 된다. 아모스 직후로부터 예언자들은 자신이 받은 예언과 계시를 직접 기록하기 시작한다. 호세아가 아모스의 저작을 알고 있었다는 것에는 이견이 없다. 이사야 초기 연설에서 아모스를 따라하는 점으로 보아 역시 아모스의 책을 알고 있었던 것으로 본다. 아모스는 북왕국에서 추방된 이후 예루살렘에서 자신이 받은 계시를 기록해 추종자들에게 남겼다.

## 참고 문헌
- Anderson, Bernhard W. & Foster R. McCurley 8 세기 선지자 : 아모스, 호세아, 이사야, 미가 위프 및 주식 : 2003. ISBN 1-59244-354-0 ISBN   1-59244-354-0
- 앤더슨, 프란시스 1 세 & 데이비드 노엘 프리드먼, 아모스, 앵커 예일 성경, 권. 도 24a; 뉴 헤이븐 : 예일 대학교 출판부, 2008. ISBN 978-0-300-14070-5 ISBN   978-0-300-14070-5
- Rosenbaum, 이스라엘의 Stanley Ned Amos : 새로운 해석 조지아 : Mercer University Press : 1990. ISBN 0-86554-355-0 ISBN   0-86554-355-0
- Lemmo, Peter S. & Greenblatt, Meriam "Glencoe 인간 문화 유산 : 세계사"NY : McGraw-Hill Companies : 2004 ISBN 0078462401    (학생용 )